# Serica palaea
Serica palaea är en skalbaggsart som beskrevs av Ahrens 2004. Serica palaea ingår i släktet Serica och familjen Melolonthidae. Inga underarter finns listade i Catalogue of Life.